# Ravenelia epiphylla
Ravenelia epiphylla är en svampart som först beskrevs av Ludwig David von Schweinitz, och fick sitt nu gällande namn av Dietel 1894. Ravenelia epiphylla ingår i släktet Ravenelia och familjen Raveneliaceae.   Inga underarter finns listade i Catalogue of Life.